# Bergerac Dordogne Périgord repülőtér
A Bergerac Dordogne Périgord repülőtér (IATA: EGC, ICAO: LFBE) egy nemzetközi repülőtér Franciaországban, Bergerac közelében. Éves utasforgalma 222 566 fő (2022).

## Futópályák
A repülőtér futópályái:
- 09L/27R (2250 m, 45 m, aszfalt)

## Légitársaságok és úticélok
| Légitársaság    | Célállomások                                                                       |
| --------------- | ---------------------------------------------------------------------------------- |
| British Airways | Szezonális: London–City, Southampton                                               |
| Jet2.com        | Szezonális: Birmingham, Leeds/Bradford, Manchester                                 |
| Ryanair         | London–Stansted repülőtér Szezonális: Bristol, Charleroi, East Midlands, Liverpool |
| Transavia       | Szezonális: Rotterdam/The Hague                                                    |

## Forgalom
Az utasforgalom az elmúlt években az alábbi módon változott:
| Utasok száma | 15 929 | 19 951 | 62 490 | 269 620 | 274 658 | 288 999 | 277 312 | 315 410 | 285 182 | 222 566 |
|              | 1997   | 2000   | 2002   | 2006    | 2009    | 2011    | 2014    | 2017    | 2019    | 2022    |